# Gábor Mohos (Gabriel Mohos)
Gábor Mohos (Gabriel Mohos) (Budapest, 11 de septiembre de 1973 -      )  Sacerdote católico húngaro, obispo auxiliar de Esztergom-Budapest, párroco de la basílica de San Esteban

## Su carrera
Se graduó en el Instituto Bencés de Pannonhalm .  Estudió filosofía en la Facultad de Estudios Religiosos de Esztergom y teología en la Pontificia Universidad Gregoriana. Fue ordenado sacerdote el 19 de junio de 1999..
Del año 1999 al 2000, fue capellán en Szentendre, luego, hasta 2002, estudió en Roma, en la Academia Pontificia de San Alfonso como becario,  donde obtuvo la licenciatura .  Después de regresar a casa, se desempeñó como capellán en la parroquia de Budapest-Erzsébetváros hasta el año 2003.
Desde el año 2003 al año 2008, fue secretario del arzobispo y celebrante en la Oficina de la archidiócesis de Esztergom-Budapest. Durante una década, entre 2008 y 2018, fue secretario de la Conferencia Episcopal Católica Húngara, y desde el año 2016 al 2018 también fue párroco de la Parroquia Personal Carismática de la Arquidiócesis de Esztergom-Budapest. Desde agosto de 2018 hasta su nombramiento como obispo fue rector del Instituto Papal Húngaro en Roma.  

### Carrera episcopal
El 4 de octubre de 2018 el Papa Francisco lo nombró obispo titular de Iliturgi y obispo auxiliar de Esztergom-Budapest .   Su ordenación como obispo fue el 8 de diciembre de 2018 en la basílica de Esztergom en donde el arzobispo Péter Erdő de Esztergom-Budapest fue el obispo ordenante principal, y el nuncio apostólico Michael August Blume y el arzobispo Csaba Ternyák de Eger fueron los obispos co-consagrantes. 
El 16 de septiembre de 2021, el arzobispo Péter Erdő de Esztergom-Budapest lo nombró párroco de la basílica de Szent István.

## Más información
- Padre Gábor Mohos, Catholic-Hierarchy (en inglés)